# Wereldkampioenschappen atletiek junioren 2012

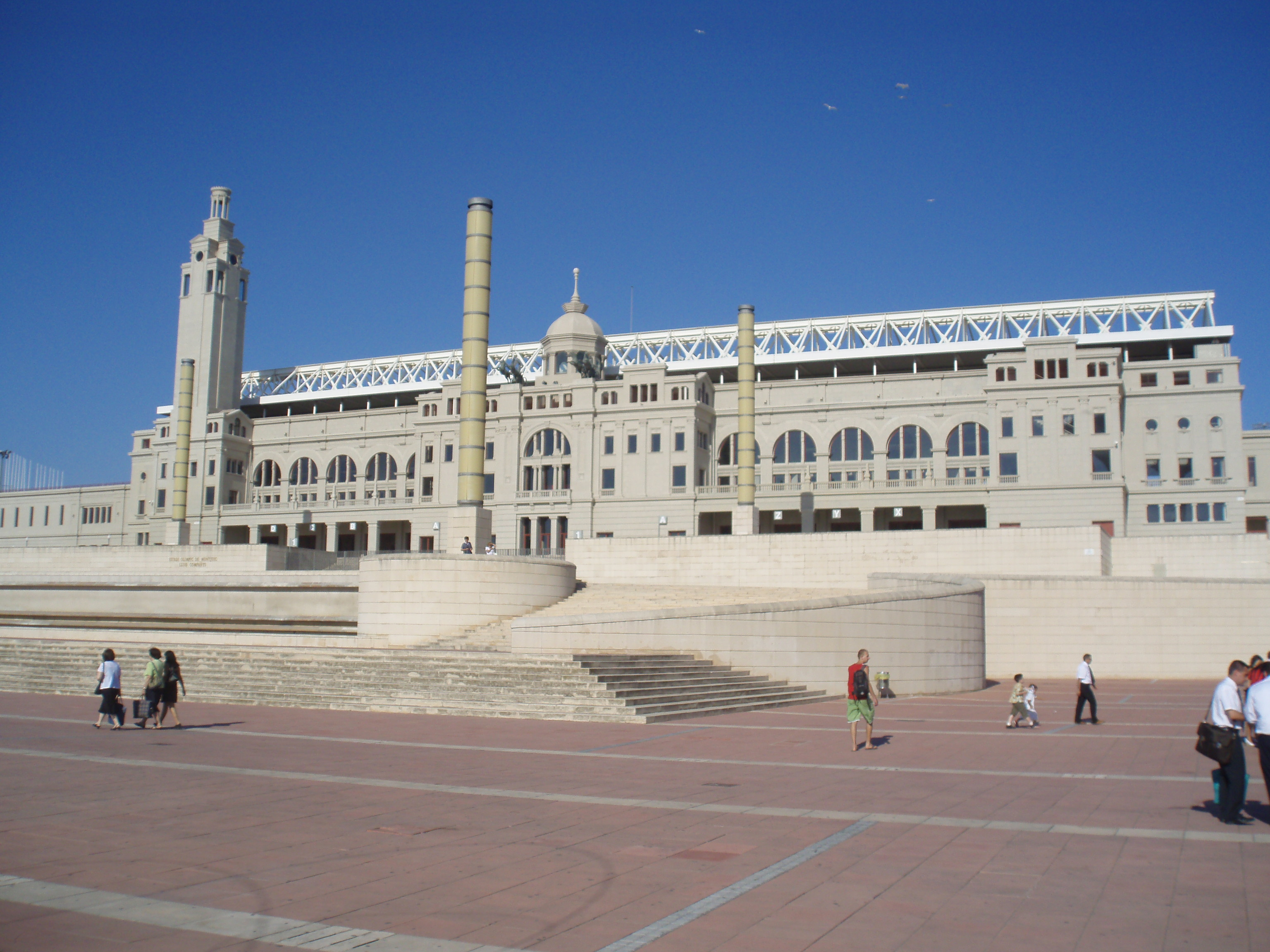
Het Olympisch stadion Lluís Companys waar de wedstrijden werden gehouden.

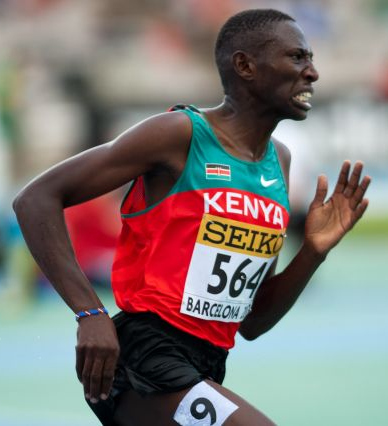
Een van de 44 kampioenen van het WK voor junioren 2012.

De veertiende IAAF Wereldkampioenschappen atletiek voor junioren van 2012 werden in het Spaanse Barcelona gehouden. De wedstrijden vonden plaats in het Olympisch stadion Lluís Companys in de periode van 10 tot en met 15 juli. In totaal waren er 1734 atleten uit 179 verschillende landen die deelnamen aan het evenement, wat het grootste aantal tot dan toe is. Er waren 44 verschillende atletiekonderdelen, waarvan de helft voor mannen en de andere helft voor vrouwen.

## Belgische deelnemers
| Onderdeel            | Plaats       | Naam                                                                    | Prestatie          |
| -------------------- | ------------ | ----------------------------------------------------------------------- | ------------------ |
| 200 m                | 6e           | Imke Vervaet                                                            | 23,47 s            |
| 800 m                | 4e in series | Brecht Bertels                                                          | 1.51,18            |
| 800 m                | 6e in series | Joren Bouckaert                                                         | 1.49,74            |
| polsstokhoogspringen | 14e          | Arnaud Art                                                              | NM (5,15 in kwal.) |
| kogelstoten          | 10e          | Jolien Boumkwo                                                          | 15,31 m            |
| zevenkamp            | 14e          | Nafissatou Thiam                                                        | 5384 pt            |
| tienkamp             | 12e          | Arne Broeders                                                           | 7264 pt            |
| 4 × 100 m            | 5e           | Camille Laus Imke Vervaet Justien Grillet Orphée Depuydt Sarah Missinne | 45,12 s            |

## Nederlandse deelnemers

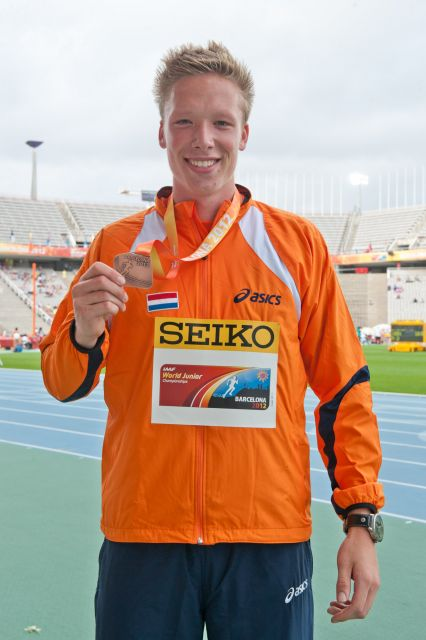
De enige Nederlandse medaillewinnaar van dit toernooi: Tim Dekker.

| Onderdeel            | Plaats         | Naam                                                                      | Prestatie |
| -------------------- | -------------- | ------------------------------------------------------------------------- | --------- |
| 100 m                | 6e in series   | Hensley Paulina                                                           | 10,81 s   |
| 5000 m               | 15e            | Irene van Lieshout                                                        | 16.38,68  |
| 5000 m               | 16e            | Jip Vastenburg                                                            | 16.47,32  |
| 100 m horden         | 5e in 1/2 fin. | Suzanne Williams                                                          | 13,79 s   |
| hoogspringen         | 11e in kwal.   | Lisanne Hagens                                                            | 1,75 m    |
| polsstokhoogspringen | 9e in kwal.    | Menno Vloon                                                               | 4,95 m    |
| polsstokhoogspringen | 11e in kwal.   | Rutger Koppelaar                                                          | 4,95 m    |
| speerwerpen          | 8e in kwal.    | Alain de Deugd                                                            | 68,02 m   |
| speerwerpen          | 10e in kwal.   | Jurriaan Wouters                                                          | 67,55 m   |
| kogelslingeren       | 7e             | Eva Reinders                                                              | 61,63 m   |
| zevenkamp            | DNF            | Anouk Vetter                                                              | nvt       |
| zevenkamp            | 11e            | Nadine Visser                                                             | 5447 pt   |
| tienkamp             | 16e            | Pieter Braun                                                              | 7055 pt   |
| tienkamp             | Brons          | Tim Dekker                                                                | 7815 pt   |
| 4 × 100 m            | 6e             | Marloes Duijn Miquella Lobo Naomi Sedney Sascha van Agt Tessa van Schagen | 45,22 s   |

## Uitslagen

### 100 m
| Rang | Land | Atleet            | Tijd       |
| ---- | ---- | ----------------- | ---------- |
| 1    | GBR  | Adam Gemili       | 10,05 (CR) |
| 2    | USA  | Aaron Ernest      | 10,17 (PB) |
| 3    | JAM  | Odean Skeen       | 10,28 (PB) |
| 4    | USA  | Tyreek Hill       | 10,29      |
| 5    | JAM  | Jazeel Murphy     | 10,29      |
| 6    | GBR  | Chijindu Ujah     | 10,39 (PB) |
| 7    | POR  | Carlos Nascimento | 10,41 (PB) |
| 8    | CHN  | Xie Zhenye        | 10,49      |

| Rang | Land | Atlete              | Tijd        |
| ---- | ---- | ------------------- | ----------- |
| 1    | GBR  | Anthonique Strachan | 11,20 (WJL) |
| 2    | TUR  | Nimet Karakus       | 11,36       |
| 3    | BRA  | Tamiris de Liz      | 11,45       |
| 4    | CAN  | Khamica Bingham     | 11,46 (PB)  |
| 5    | USA  | Jennifer Madu       | 11,52       |
| 6    | GBR  | Sophie Papps        | 11,54       |
| 7    | DOM  | Fany Chalas         | 11,58       |
| 8    | GER  | Ida Mayer           | 11,59       |

### 200 m
| Rang | Land | Atleet          | Tijd       |
| ---- | ---- | --------------- | ---------- |
| 1    | TCA  | Delano Williams | 20,48 (NJ) |
| 2    | USA  | Aaron Ernest    | 20,53 (PB) |
| 3    | USA  | Tyreek Hill     | 20,54      |
| 4    | POL  | Karol Zalewski  | 20,54 (NJ) |
| 5    | CHN  | Xie Zhenye      | 20,66      |
| 6    | GBR  | David Bolarinwa | 20,69 (PB) |
| 7    | BAH  | Teray Smith     | 20,99      |
| 8    | JAM  | Julian Forte    | 21,00      |

| Rang | Land | Atlete              | Tijd       |
| ---- | ---- | ------------------- | ---------- |
| 1    | BAH  | Anthonique Strachan | 22,53 (CR) |
| 2    | USA  | Olivia Ekpone       | 23,15 (PB) |
| 3    | USA  | Dezerea Bryant      | 23,15      |
| 4    | GBR  | Desiree Henry       | 23,34      |
| 5    | GHA  | Janet Amponsah      | 23,41 (PB) |
| 6    | BEL  | Imke Vervaet        | 23,47 (PB) |
| 7    | GBR  | Dina Asher-Smith    | 23,50 (PB) |
| 8    | JAM  | Shericka Jackson    | 23,53      |

### 400 m
| Rang | Land | Atleet                  | Tijd       |
| ---- | ---- | ----------------------- | ---------- |
| 1    | DOM  | Luguelín Santos         | 44,85      |
| 2    | USA  | Arman Hall              | 45,39 (PB) |
| 3    | AUS  | Steven Solomon          | 45,52 (PB) |
| 3    | USA  | Aldrich Bailey          | 45,52      |
| 5    | TRI  | Machel Cedenio          | 46,17      |
| 6    | KEN  | Alphas Leken Kishoyian  | 46,19      |
| 7    | KEN  | Boniface Ontuga Mweresa | 46,50      |
| 8    | RUS  | Nikita Uglov            | 46,61      |

| Rang | Land | Atlete            | Tijd       |
| ---- | ---- | ----------------- | ---------- |
| 1    | USA  | Ashley Spencer    | 50,50 (CR) |
| 2    | GUY  | Kadecia Baird     | 51,04 (AJ) |
| 3    | USA  | Erika Rucker      | 51,10 (PB) |
| 4    | BAH  | Shaunae Miller    | 51,78      |
| 5    | RSA  | Justine Palframan | 51,87 (NJ) |
| 6    | ROU  | Bianca Răzor      | 52,20 (SB) |
| 7    | JAM  | Chrisann Gordon   | 52,31 (SB) |
| 8    | JAM  | Olivia James      | 52,58 (SB) |

### 800 m
| Rang | Land | Atleet               | Tijd         |
| ---- | ---- | -------------------- | ------------ |
| 1    | BOT  | Nijel Amos           | 1.43,79 (CR) |
| 2    | KEN  | Timothy Kitum        | 1.44,56      |
| 3    | KEN  | Edwin Kiplagat Melly | 1.44,79 (PB) |
| 4    | PUR  | Wesley Vazquez       | 1.45,29 (NJ) |
| 5    | IRL  | Mark English         | 1.46,02      |
| 6    | CAN  | Brandon McBride      | 1.46,07 (NJ) |
| 7    | ALG  | Mohamed Belbachir    | 1.46,70 (NJ) |
| 8    | GER  | Dennis Krüger        | 1.46,92 (PB) |

| Rang | Land | Atlete              | Tijd         |
| ---- | ---- | ------------------- | ------------ |
| 1    | USA  | Ajeé Wilson         | 2.00,91 (PB) |
| 2    | GBR  | Jessica Judd        | 2.00,96 (PB) |
| 3    | MAR  | Manal El Bahraoui   | 2.03,09      |
| 4    | ISL  | Aníta Hinriksdóttir | 2.03,23      |
| 5    | GER  | Sonja Mosler        | 2.04,07      |
| 6    | GBR  | Emily Dudgeon       | 2.04,68      |
| 7    | UKR  | Anastasiia Tkachuk  | 2.04,92      |
| 8    | UGA  | Winnie Nanyondo     | 2.07,23      |

### 1500 m
| Rang | Land | Atleet                    | Tijd         |
| ---- | ---- | ------------------------- | ------------ |
| 1    | QAT  | Hamza Driouch             | 3.39,04      |
| 2    | KEN  | Hillary Cheruiyot Ngetich | 3.40,39 (PB) |
| 3    | MAR  | Abdelhadi Labäli          | 3.40,60      |
| 4    | MAR  | Mohammed Abid             | 3.41,73      |
| 5    | ERI  | Teklit Teweldebrhan       | 3.42,63      |
| 6    | KEN  | Dominic Mutuku Mutili     | 3.42,79      |
| 7    | CHI  | Carlos Díaz               | 3.44,02      |
| 8    | ETH  | Yenew Tebikew             | 3.44,02      |

| Rang | Land | Atlete                     | Tijd         |
| ---- | ---- | -------------------------- | ------------ |
| 1    | KEN  | Faith Chepngetich Kipyegon | 4.04,96 (CR) |
| 2    | SRB  | Amela Terzic               | 4.07,59 (NJ) |
| 3    | ETH  | Senbere Teferi             | 4.08,28 (PB) |
| 4    | KEN  | Nancy Chepkwemoi           | 4.09,72      |
| 5    | GBR  | Jessica Judd               | 4.09,93 (PB) |
| 6    | USA  | Mary Cain                  | 4.11,01 (PB) |
| 7    | ETH  | Alem Embaye                | 4.12,92 (PB) |
| 8    | GBR  | Jennifer Walsh             | 4.12,96 (PB) |

### 5000 m/3000 m
| Rang | Land | Atleet               | Tijd          |
| ---- | ---- | -------------------- | ------------- |
| 1    | ETH  | Muktar Edris         | 13.38,95      |
| 2    | ERI  | Abrar Osman Adem     | 13.40,52      |
| 3    | KEN  | Wiliam Malel Sitonik | 13.40,52      |
| 4    | MAR  | Younés Essalhi       | 13.41,69 (PB) |
| 5    | ETH  | Tsegaye Mekonnen     | 13.44,43 (PB) |
| 6    | UGA  | Phillip Kipyeko      | 13.45,52 (PB) |
| 7    | UGA  | Moses Martin Kuronge | 13.52,96      |
| 8    | KEN  | Moses Mukono Letoyie | 13.56,60      |

| Rang | Land | Atlete                     | Tijd         |
| ---- | ---- | -------------------------- | ------------ |
| 1    | KEN  | Mercy Chebwogen            | 9.08,88 (PB) |
| 2    | ETH  | Hiwot Gebrekidan           | 9.09,27 (PB) |
| 3    | GBR  | Emelia Gorecka             | 9.09,43 (PB) |
| 4    | ETH  | Haftamnesh Tesfay          | 9.10,02 (PB) |
| 5    | KEN  | Brillian Jepkorir Kipkoech | 9.14,32 (PB) |
| 6    | USA  | Aisling Cuffe              | 9.19,95      |
| 7    | NZL  | Rebekah Greene             | 9.21,23 (PB) |
| 8    | JPN  | Miyuki Uehara              | 9.21,81      |

### 10000 m/5000 m
| Rang | Land | Atleet                    | Tijd          |
| ---- | ---- | ------------------------- | ------------- |
| 1    | ETH  | Yigrem Demelash           | 28.16,07 (PB) |
| 2    | KEN  | Philemon Kipchilis Cheboi | 28.23,98 (PB) |
| 3    | KEN  | Geoffrey Kipkorir Kirui   | 28.30,47      |
| 4    | ETH  | Kinde Atanaw              | 28.53,02      |
| 5    | UGA  | Moses Martin Kurong       | 29.06,87      |
| 6    | JPN  | Kenta Murayama            | 29.40,56      |
| 7    | JPN  | Ken Yokote                | 29.41,81 (SB) |
| 8    | IND  | Rahul Kumar Pal           | 29.42,15 (PB) |

| Rang | Land | Atlete                      | Tijd          |
| ---- | ---- | --------------------------- | ------------- |
| 1    | ETH  | Buze Diriba                 | 15.32,94      |
| 2    | ETH  | Ruti Aga                    | 15.32,95 (PB) |
| 3    | KEN  | Agnes Tirop                 | 15.36,74 (PB) |
| 4    | USA  | Cayla Hatton                | 15.50,32 (PB) |
| 5    | KEN  | Caroline Chepkoech Kipkirui | 15.58,10      |
| 6    | RUS  | Alena Kudashkina            | 16.05,64      |
| 7    | ROU  | Monica Madalina Florea      | 16.08,07 (PB) |
| 8    | USA  | Allison Woodward            | 16.08,29 (PB) |

### 110 m horden/100 m horden
| Rang | Land | Atleet              | Tijd       |
| ---- | ---- | ------------------- | ---------- |
| 1    | CUB  | O'Farrill Yordan L. | 13,18 (CR) |
| 2    | AUS  | Nicholas Hough      | 13,27 (AJ) |
| 3    | FRA  | Wilhem Belocian     | 13,29 (NJ) |
| 4    | GBR  | James Gladman       | 13,37      |
| 5    | FIN  | Jussi Kanervo       | 13,62      |
| 6    | USA  | Dondre Echols       | 13,71      |
| 7    | JPN  | Shinya Tanaka       | 13,72      |
| 8    | CHN  | Pengfei Chu         | 13,77      |

| Rang | Land | Atlete             | Tijd       |
| ---- | ---- | ------------------ | ---------- |
| 1    | USA  | Morgan Snow        | 13,38      |
| 2    | SUI  | Noemi Zbären       | 13,42      |
| 3    | RUS  | Ekaterina Bleskina | 13,43      |
| 4    | GER  | Franziska Hofmann  | 13,51      |
| 5    | AUS  | Michelle Jenneke   | 13,54      |
| 6    | FIN  | Jonna Berghem      | 13,56 (PB) |
| 7    | CHN  | Dou Wang           | 13,58      |
|      | USA  | Dior Hall          | DQ         |

### 400 m horden
| Rang | Land | Atleet                 | Tijd        |
| ---- | ---- | ---------------------- | ----------- |
| 1    | USA  | Eric Futch             | 50,24 (WJL) |
| 2    | JPN  | Takahiro Matsumoto     | 50,41 (PB)  |
| 3    | KSA  | Ibrahim Mohammed Saleh | 50,47 (PB)  |
| 4    | JAM  | Javarn Gallimore       | 50,49       |
| 5    | GER  | Felix Franz            | 50,80       |
| 6    | FIN  | Oskari Mörö            | 50,80 (PB)  |
| 7    | RUS  | Timofey Chalyy         | 51,17       |
| 8    | SLO  | Mitja Lindic           | 51,26       |

| Rang | Land | Atlete              | Tijd        |
| ---- | ---- | ------------------- | ----------- |
| 1    | JAM  | Janieve Russell     | 56,62 (WJL) |
| 2    | FRA  | Aurèlie Chaboudez   | 57,14 (NJ)  |
| 3    | USA  | Kaila Barber        | 57,63       |
| 4    | UKR  | Olena Kolesnychenko | 58,10       |
| 5    | TUR  | Kübra Sesli         | 58,35       |
| 6    | NOR  | Vilde J. Svortevik  | 58,45       |
| 7    | CAN  | Taylor Farquhar     | 58,77       |
|      | USA  | Shamier Little      | DNF         |

### 3000 m steeplechase
| Rang | Land | Atleet                  | Tijd         |
| ---- | ---- | ----------------------- | ------------ |
| 1    | KEN  | Conseslus Kipruto       | 8.06,10 (CR) |
| 2    | KEN  | Gilbert Kiplangat Kirui | 8.19,94      |
| 3    | MAR  | Hicham Sigueni          | 8.30,14      |
| 4    | MAR  | Jaouad Chemlal          | 8.30,92      |
| 5    | ALG  | Bilal Tabti             | 8.32,08 (NJ) |
| 6    | ERI  | Weynay Ghebresilasie    | 8.33,87      |
| 7    | ETH  | Meresa Kahsay           | 8.36,13 (PB) |
| 8    | KSA  | Ahmed Mohammed Burhan   | 8.36,14      |

| Rang | Land | Atlete                 | Tijd          |
| ---- | ---- | ---------------------- | ------------- |
| 1    | KEN  | Daisy Jepkemei         | 9.47,22 (WJL) |
| 2    | ETH  | Tejinesh Gebisa        | 9.50,51 (PB)  |
| 3    | KEN  | Stella Jepkosgei Rutto | 9.50,58 (PB)  |
| 4    | RUS  | Evdokia Bukina         | 9.56,46 (NJ)  |
| 5    | USA  | Brianna Nerud          | 10.00,72 (NJ) |
| 6    | GER  | Maya Rehberg           | 10.03,09 (PB) |
| 7    | FIN  | Oona Kettunen          | 10.03,15 (PB) |
| 8    | ROU  | Adelina Elena Panaet   | 10.19,34 (SB) |

### 4 × 100 m estafette
| Rang | Land | Atleet                                                                 | Tijd        |
| ---- | ---- | ---------------------------------------------------------------------- | ----------- |
| 1    | USA  | Tyreek Hill Aldrich Bailey Arthur Delaney Aaron Ernest                 | 38,67 (WJL) |
| 2    | JAM  | Tyquendo Tracey Odean Skeen Jevaughn Minzie Jazeel Murphy              | 38,97 (NJ)  |
| 3    | JPN  | Kazuma Oseto Akiyuki Hashimoto Aska Cambridge Kazuki Kanamori          | 39,02       |
| 4    | POL  | Kamil Bijowski Przemyslaw Slowikowski Karol Zalewski Adam Jablonski    | 39,47       |
| 5    | AUS  | Ben Jaworski Hugh Donovan Nicholas Hough Matthew Bertacco              | 39,59       |
| 6    | BAH  | Blake Bartlett Teray Smith Shane Jones Stephen Newbold                 | 39,74       |
| 7    | BRA  | Leandro de Araújo Yuri Monteiro Renato dos Santos Junior Rodrigo Rocha | 39,75       |
|      | GBR  | Emmanuel Stephens Chijindu Ujah David Bolarinwa Adam Gemili            | DQ          |

| Rang | Land | Atlete                                                                    | Tijd        |
| ---- | ---- | ------------------------------------------------------------------------- | ----------- |
| 1    | USA  | Morgan Snow Dezerea Bryant Jennifer Madu Shayla Sanders                   | 43,89 (WJL) |
| 2    | GER  | Alexandra Burghardt Ida Mayer Katharina Grompe Jessie Maduka              | 44,24 (SB)  |
| 3    | BRA  | Camila de Souza Tamiris de Liz Nathalia da Rosa Jéssica Carolina dos Reis | 44,29 (SB)  |
| 4    | POL  | Zuzanna Kalinowska Katarzyna Sokólska Angelika Stepien Kamila Ciba        | 44,95 (SB)  |
| 5    | BEL  | Orphée De Puydt Camille Laus Imke Vervaet Justien Grillet                 | 45,12       |
| 6    | NED  | Miquella Lobo Tessa van Schagen Naomi Sedney Marloes Duijn                | 45,22       |
|      | NGR  | Josephine Ada Omaka Wisdom Isoken Goodness Thomas Stephanie Kalu          | DQ          |
|      | GBR  | Dina Asher-Smith Rachel Johncock Desiree Henry Sophie Papps               | DNF         |

### 4 × 400 m estafette
| Rang | Land | Atleet                                                                                    | Tijd          |
| ---- | ---- | ----------------------------------------------------------------------------------------- | ------------- |
| 1    | USA  | Quincy Downing Aldrich Bailey Chidi Okezie Arman Hall                                     | 3.03,99 (WJL) |
| 2    | POL  | Karol Zalewski Rafal Smolen Piotr Kusnierz Patryk Dobek                                   | 3.05,05 (NJ)  |
| 3    | TRI  | Asa Guevara Jereem Richards Brandon Benjamin Machel Cedenio                               | 3.06,32       |
| 4    | AUS  | Jarryd Buchan Jay Meaney Max Waldron Steven Solomon                                       | 3.06,58 (SB)  |
| 5    | JAM  | Shavon Barnes Javon Francis Lennox Williams Jermaine Fyffe                                | 3.07,31 (SB)  |
| 6    | KSA  | Ibrahim Mohammed Saleh Abdullah Ahmed Abkar Bandar Atiyah Kaabi Basheer Atiah Al Barakati | 3.09,26       |
| 7    | JPN  | Naohiro Yokoyama Kenta Kimura Shota Kozuma Kazushi Kimura                                 | 3.09,67       |
|      | ITA  | Vito Incantalupo Marco Lorenzi Daivde Re Michele Tricca                                   | DQ            |

| Rang | Land | Atlete                                                                            | Tijd          |
| ---- | ---- | --------------------------------------------------------------------------------- | ------------- |
| 1    | USA  | Erika Rucker Olivia Ekpone Kendall Baisden Ashley Spencer                         | 3.30,01 (WJL) |
| 2    | JAM  | Sandrae Farguharson Olivia James Shericka Jackson Janieve Russell                 | 3.32,97 (SB)  |
| 3    | RUS  | Yana Glotova Alina Galitskaya Yuliya Koltachikhina Ekaterina Renzhina             | 3.36,42       |
| 4    | UKR  | Oksana Ralko Kateryna Slyusarenko Viktoriya Tkachuk Anastasiia Tkachuk            | 3.37,02       |
| 5    | GER  | Maike Schachtschneider Lea Madlen Meyer Anna-Sophie Bellerich Sonja Mosler        | 3.37,23       |
| 6    | CAN  | Alexandra Courtnall Devan Wiebe Julia Zrinyi Sage Watson                          | 3.37,84       |
| 7    | POL  | Agnieszka Karczmarczyk Patrycja Wyciszkiewicz Malgorzata Curylo Martyna Dabrowska | 3.37,90 (SB)  |
| 8    | AUS  | Abbey de la Motta Ella Solin Tessa Consedine Morgan Mitchell                      | 3.38,84 (SB)  |

### Hoogspringen
| Rang | Land | Atleet                             | Hoogte    |
| ---- | ---- | ---------------------------------- | --------- |
| 1    | BLR  | Andrei Churyla                     | 2,24      |
| 2    | GER  | Falk Wendrich                      | 2,24 (PB) |
| 3    | BAH  | Ryan Ingraham                      | 2,24      |
| 4    | ISR  | Dmitry Kroytor                     | 2,21      |
| 4    | RUS  | Ilya Ivanyuk                       | 2,21      |
| 6    | AUS  | Brandon Starc                      | 2,17      |
| 7    | SRI  | M. Milan Dissanayake Mudiyanselage | 2,17 (PB) |
| 8    | HUN  | Péter Bakosi                       | 2,13      |

| Rang | Land | Atlete              | Hoogte    |
| ---- | ---- | ------------------- | --------- |
| 1    | ITA  | Alessia Trost       | 1,91      |
| 2    | SEY  | Lissa Labiche       | 1,88 (NJ) |
| 3    | RUS  | Maria Koetsjina     | 1,88      |
| 4    | GER  | Alexandra Plaza     | 1,88 (PB) |
| 5    | FRA  | Dior Delophont      | 1,85      |
| 6    | GER  | Melina Brenner      | 1,85      |
| 7    | UKR  | Iryna Herasjtsjenko | 1,85      |
| 8    | LCA  | Jeanelle Scheper    | 1,82      |

### Polsstokhoogspringen
| Rang | Land | Atleet                 | Hoogte    |
| ---- | ---- | ---------------------- | --------- |
| 1    | BRA  | Thiago Braz da Silva   | 5,55 (NJ) |
| 2    | CRO  | Ivan Horvat            | 5,55      |
| 3    | CAN  | Shawnacy Barber        | 5,55 (NJ) |
| 4    | ESP  | Didac Salas            | 5,50      |
| 5    | SLO  | Robert Renner          | 5,40      |
| 6    | SWE  | Melker Svärd Jakobsson | 5,35 (PB) |
| 7    | FRA  | Thibault Boisseau      | 5,30 (PB) |
| 8    | USA  | Nikita Kirillov        | 5,30      |

| Rang | Land | Atlete             | Hoogte    |
| ---- | ---- | ------------------ | --------- |
| 1    | SWE  | Angelica Bengtsson | 4,50 (CR) |
| 2    | AUS  | Liz Parnov         | 4,30      |
| 3    | ITA  | Roberta Bruni      | 4,20      |
| 4    | AUT  | Kira Grünberg      | 4,15 (NJ) |
| 4    | GER  | Anjuli Knäsche     | 4,15      |
| 6    | USA  | Emily Grove        | 4,15      |
| 7    | SWE  | Alissa Söderberg   | 4,15      |
| 8    | CHN  | Huiqin Xu          | 4,05      |

### Verspringen
| Rang | Land | Atleet             | Afstand   |
| ---- | ---- | ------------------ | --------- |
| 1    | RUS  | Sergey Morgunov    | 8,09      |
| 2    | DEN  | Andreas Trajkovski | 7,82 (NJ) |
| 3    | USA  | Jarrion Lawson     | 7,64      |
| 4    | CHN  | Haibing Huang      | 7,64      |
| 5    | GER  | Stephan Hartmann   | 7,54      |
| 6    | GBR  | Elliot Safo        | 7,51      |
| 7    | CHN  | Qing Lin           | 7,49      |
| 8    | DEN  | Frederik Thomsen   | 7,36      |

| Rang | Land | Atlete                    | Afstand    |
| ---- | ---- | ------------------------- | ---------- |
| 1    | CUB  | Katarina Johnson-Thompson | 6,81       |
| 2    | CHN  | Lena Malkus               | 6,80       |
| 3    | UKR  | Jazmin Sawyers            | 6,67 (WJL) |
| 4    | IVB  | Chanice Porter            | 6,58       |
| 5    | UKR  | Alina Rotaru              | 6,52       |
| 6    | AUS  | Jéssica Carolina dos Reis | 6,51       |
| 7    | AUT  | Brooke Stratton           | 6,42       |
| 8    | ISL  | Maryna Bech               | 6,35       |

### Hink-stap-springen
| Rang | Land | Atleet               | Afstand     |
| ---- | ---- | -------------------- | ----------- |
| 1    | CUB  | Pedro Pichardo       | 16,79 (WJL) |
| 2    | RUS  | Artem Primak         | 16,60       |
| 3    | BAH  | Latario Collie-Minns | 16,37       |
| 4    | BUL  | Georgi Tsonov        | 16,10       |
| 5    | BRA  | Henrique da Silva    | 16,04 (PB)  |
| 6    | GEO  | Lasha Gulelauri      | 16,00       |
| 7    | CHN  | Haitao Fu            | 15,93       |
| 8    | GRE  | Nikólaos Tsiókos     | 15,91       |

| Rang | Land | Atlete                | Afstand     |
| ---- | ---- | --------------------- | ----------- |
| 1    | ESP  | Ana Peleteiro         | 14,17 (WJL) |
| 2    | LTU  | Dovilé Dzindzaletaité | 14,17 (WJL) |
| 3    | CUB  | Liuba M. Zaldívar     | 13,90       |
| 4    | UKR  | Ganna Aleksandrova    | 13,48       |
| 5    | CHN  | Mudan Chen            | 13,42       |
| 6    | USA  | Ciarra Brewer         | 13,38       |
| 7    | AZE  | Yekaterina Sariyeva   | 13,33       |
| 8    | ITA  | Ottavia Cestonaro     | 13,29       |

### Kogelstoten
| Rang | Land | Atleet               | Afstand    |
| ---- | ---- | -------------------- | ---------- |
| 1    | NZL  | Jacko Gill           | 22,20 (CR) |
| 2    | POL  | Krzysztof Brzozowski | 21,78 (NJ) |
| 3    | AUS  | Damien Birkinhead    | 21,14 (NJ) |
| 4    | FIN  | Arttu Kangas         | 19,85      |
| 5    | BIH  | Mesud Pezer          | 19,83      |
| 6    | CHN  | Jun Li               | 19,72      |
| 7    | GER  | Bodo Göder           | 19,70 (PB) |
| 8    | ESP  | Alejandro Noguera    | 19,55 (NJ) |

| Rang | Land | Atlete            | Afstand     |
| ---- | ---- | ----------------- | ----------- |
| 1    | GER  | Shanice Craft     | 17,15 (WJL) |
| 2    | CHN  | Yang Gao          | 16,57       |
| 3    | CHN  | Ka Bian           | 16,48       |
| 4    | USA  | Christina Hillman | 16,27       |
| 5    | RUS  | Natalya Troneva   | 16,18       |
| 6    | GBR  | Sophie McKinna    | 15,98       |
| 7    | USA  | Torie Owers       | 15,88       |
| 8    | TUR  | Emel Dereli       | 15,86       |

### Discuswerpen
| Rang | Land | Atleet           | Afstand    |
| ---- | ---- | ---------------- | ---------- |
| 1    | JAM  | Fedrick Dacres   | 62,80 (PB) |
| 2    | POL  | Wojciech Praczyk | 62,75      |
| 3    | RSA  | Gerhard de Beer  | 61,57      |
| 4    | RUS  | Victor Butenko   | 61,48      |
| 5    | BRA  | Felipe Lorenzon  | 61,18 (PB) |
| 6    | CAN  | Jordan Young     | 60,44      |
| 7    | USA  | Dalton Rowan     | 59,31 (PB) |
| 8    | GBR  | Nicholas Percy   | 57,79      |

| Rang | Land | Atlete           | Afstand    |
| ---- | ---- | ---------------- | ---------- |
| 1    | GER  | Anna Rüh         | 62,38      |
| 2    | GER  | Shanice Craft    | 60,42      |
| 3    | USA  | Shelbi Vaughan   | 60,07      |
| 4    | NZL  | Sositina Hakeai  | 56,17 (NJ) |
| 5    | CHN  | Siyu Gu          | 55,78      |
| 6    | THA  | Subenrat Insaeng | 54,47      |
| 7    | HUN  | Krisztina Váradi | 51,44 (SB) |
| 8    | USA  | Alex Collatz     | 49,28      |

### Kogelslingeren
| Rang | Land | Atleet                 | Afstand    |
| ---- | ---- | ---------------------- | ---------- |
| 1    | QAT  | Ashraf Amgad Elseify   | 85,57 (WJ) |
| 2    | HUN  | Bence Pásztor          | 76,74      |
| 3    | UZB  | Suhrob Khodjaev        | 76,16 (PB) |
| 4    | CYP  | Alexandros Poursanidis | 76,05      |
| 5    | RUS  | Igor Buryi             | 75,83 (PB) |
| 6    | FIN  | Ilmari Lahtinen        | 75,26 (NJ) |
| 7    | FIN  | Juho Saarikoski        | 74,89 (PB) |
| 8    | RUS  | Valeriy Pronkin        | 74,51      |

| Rang | Land | Atlete              | Afstand    |
| ---- | ---- | ------------------- | ---------- |
| 1    | FRA  | Alexandra Tavernier | 70,62 (CR) |
| 2    | FRA  | Alexia Sedykh       | 67,34      |
| 3    | BLR  | Alena Navahrodskaya | 67,13 (PB) |
| 4    | NZL  | Julia Ratcliffe     | 67,00 (AJ) |
| 5    | GRE  | Iliána Korosídou    | 63,32 (PB) |
| 6    | CHN  | Na Luo              | 63,19      |
| 7    | NED  | Eva Reinders        | 61,63      |
| 8    | HUN  | Réka Gyurátz        | 60,88      |

### Speerwerpen
| Rang | Land | Atleet           | Afstand    |
| ---- | ---- | ---------------- | ---------- |
| 1    | TRI  | Keshorn Walcott  | 78,64      |
| 2    | ARG  | Braian Toledo    | 77,09      |
| 3    | RSA  | Morné Moolman    | 76,29 (PB) |
| 4    | GER  | Bernhard Seifert | 75,84 (SB) |
| 5    | LAT  | Intars Išejevs   | 74,12      |
| 6    | FIN  | Joni Karvinen    | 70,90      |
| 7    | AUS  | Luke Cann        | 70,15      |
| 8    | AUS  | William White    | 69,62      |

| Rang | Land | Atlete            | Afstand     |
| ---- | ---- | ----------------- | ----------- |
| 1    | SWE  | Sofi Flinck       | 61,40 (WJL) |
| 2    | CHN  | Liu Shiying       | 59,20 (PB)  |
| 3    | SRB  | Marija Vucenovic  | 57,12 (PB)  |
| 4    | CUB  | Lismania Muñoz    | 54,97       |
| 5    | POL  | Karolina Boldysz  | 54,95       |
| 6    | CUB  | Ismaray Armentero | 54,54       |
| 7    | GER  | Christin Hussong  | 53,20       |
| 8    | LTU  | Liveta Jasiunaité | 53,00       |

### Tienkamp/Zevenkamp
| Rang | Land | Atleet             | Punten     |
| ---- | ---- | ------------------ | ---------- |
| 1    | USA  | Gunnar Nixon       | 8018 (WJL) |
| 2    | AUS  | Jake Stein         | 7955 (AJ)  |
| 3    | NED  | Tim Dekker         | 7815 (PB)  |
| 4    | AUS  | Cedric Dubler      | 7584 (PB)  |
| 5    | EST  | Karl Robert Saluri | 7583 (NJ)  |
| 6    | CUB  | Manuel A. González | 7513       |
| 7    | FRA  | Ruben Gado         | 7498 (PB)  |
| 8    | GER  | Lukas Schmitz      | 7444 (PB)  |

| Rang | Land | Atlete             | Punten    |
| ---- | ---- | ------------------ | --------- |
| 1    | CUB  | Yorgelis Rodríguez | 5966      |
| 2    | HUN  | Xénia Krizsán      | 5957 (PB) |
| 3    | BRA  | Tamara de Sousa    | 5900 (AJ) |
| 4    | SWE  | Sofia Linde        | 5872 (PB) |
| 5    | NZL  | Portia Bing        | 5653 (PB) |
| 6    | SVK  | Lucia Mokrášová    | 5610 (PB) |
| 7    | CHN  | Qingling Wang      | 5598      |
| 8    | USA  | Kendell Williams   | 5578 (PB) |

### 10 km snelwandelen
| Rang | Land | Atleet           | Tijd           |
| ---- | ---- | ---------------- | -------------- |
| 1    | COL  | Eider Arévalo    | 40.09,74 (WJL) |
| 2    | RUS  | Aleksandr Ivanov | 40.12,90 (PB)  |
| 3    | CHN  | Guanyu Su        | 40.16,87 (PB)  |
| 4    | JPN  | Takumi Saito     | 40.19,10 (NJ)  |
| 5    | ESP  | Álvaro Martín    | 40.35,52 (PB)  |
| 6    | MEX  | Jesús Vega       | 41.05,59 (PB)  |
| 7    | GER  | Nils Brembach    | 41.19,12       |
| 8    | UKR  | Igor Liaschenko  | 41.21,60 (SB)  |

| Rang | Land | Atlete              | Tijd          |
| ---- | ---- | ------------------- | ------------- |
| 1    | RUS  | Ekaterina Medvedeva | 45.41,74      |
| 2    | RUS  | Nadezhda Leontyeva  | 45.43,64 (PB) |
| 3    | COL  | Sandra Arenas       | 45.44,46      |
| 4    | UKR  | Liudmyla Olianovska | 45.53,50 (PB) |
| 5    | CHN  | Yanxue Mao          | 46.10,60 (PB) |
| 6    | CZE  | Anežka Drahotová    | 46.29,95 (PB) |
| 7    | MEX  | Alejandra Ortega    | 47.03,42 (PB) |
| 8    | JPN  | Nozomi Yagi         | 47.04,92 (PB) |

## Legenda
- CR = Kampioenschapsrecord (Championship Record)
- WJ = Wereldjuniorenrecord (World Junior Record)
- AJ = Continentaal juniorenrecord (Area Junior Record)
- NJ = Nationaal juniorenrecord (National Junior record)
- PB = Persoonlijk record (Personal Best)
- SB = Seizoensrecord (Seasonal Best)
- WJL = 's Werelds beste seizoensprestatie voor junioren (World Junior Leading)
- DQ = Diskwalificatie (Disqualified)
- DNF = Niet gefinisht (Did Not Finish)

## Medaillespiegel

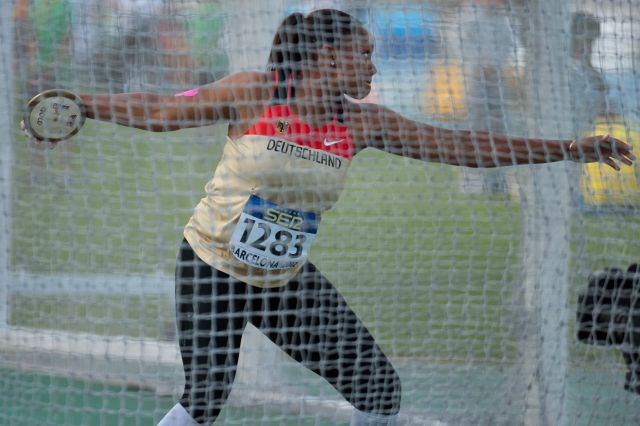
De Duitse Shanice Craft haalde twee medailles (een gouden en een zilveren) binnen voor Duitsland.

| Plaats | Land   | Goud | Zilver | Brons | Totaal |
| 1      | USA    | 9    | 4      | 7     | 20     |
| 2      | KEN    | 4    | 4      | 5     | 13     |
| 3      | ETH    | 3    | 3      | 1     | 7      |
| 4      | CUB    | 3    | 0      | 1     | 4      |
| 5      | GER    | 2    | 4      | 0     | 6      |
| 6      | RUS    | 2    | 3      | 3     | 8      |
| 7      | JAM    | 2    | 2      | 1     | 5      |
| 8      | GBR    | 2    | 1      | 2     | 5      |
| 9      | BAH    | 2    | 0      | 2     | 4      |
| 10     | QAT    | 2    | 0      | 0     | 2      |
| 10     | SWE    | 2    | 0      | 0     | 2      |
| 12     | FRA    | 1    | 2      | 1     | 4      |
| 13     | BRA    | 1    | 0      | 3     | 4      |
| 14     | BLR    | 1    | 0      | 1     | 2      |
| 14     | COL    | 1    | 0      | 1     | 2      |
| 14     | ITA    | 1    | 0      | 1     | 2      |
| 14     | TRI    | 1    | 0      | 1     | 2      |
| 18     | BOT    | 1    | 0      | 0     | 1      |
| 18     | DOM    | 1    | 0      | 0     | 1      |
| 18     | NZL    | 1    | 0      | 0     | 1      |
| 18     | ESP    | 1    | 0      | 0     | 1      |
| 18     | TCA    | 1    | 0      | 0     | 1      |
| 23     | AUS    | 0    | 3      | 2     | 5      |
| 24     | POL    | 0    | 3      | 0     | 3      |
| 25     | CHN    | 0    | 2      | 2     | 4      |
| 26     | HUN    | 0    | 2      | 0     | 2      |
| 27     | JPN    | 0    | 1      | 1     | 2      |
| 27     | SRB    | 0    | 1      | 1     | 2      |
| 29     | ARG    | 0    | 1      | 0     | 1      |
| 29     | CRO    | 0    | 1      | 0     | 1      |
| 29     | DEN    | 0    | 1      | 0     | 1      |
| 29     | ERI    | 0    | 1      | 0     | 1      |
| 29     | GUY    | 0    | 1      | 0     | 1      |
| 29     | LTU    | 0    | 1      | 0     | 1      |
| 29     | SEY    | 0    | 1      | 0     | 1      |
| 29     | SUI    | 0    | 1      | 0     | 1      |
| 29     | TUR    | 0    | 1      | 0     | 1      |
| 38     | MAR    | 0    | 0      | 3     | 3      |
| 39     | RSA    | 0    | 0      | 2     | 2      |
| 40     | CAN    | 0    | 0      | 1     | 1      |
| 40     | NED    | 0    | 0      | 1     | 1      |
| 40     | KSA    | 0    | 0      | 1     | 1      |
| 40     | UZB    | 0    | 0      | 1     | 1      |
| Totaal | Totaal | 44   | 44     | 45    | 133    |